# Tình mẹ con

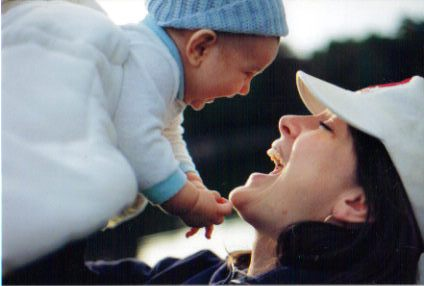
Một người mẹ bế đứa con lên.

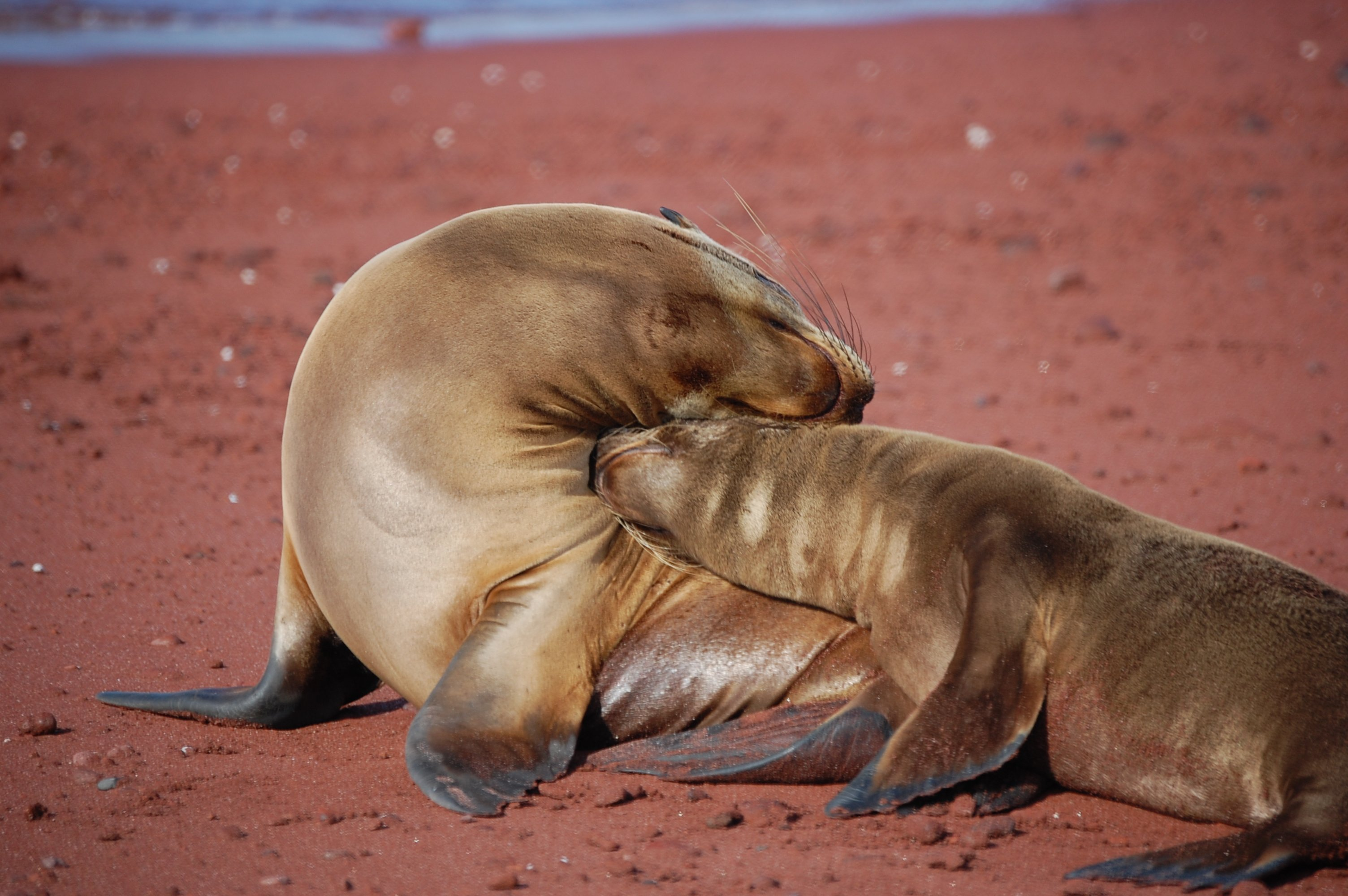
Sư tử biển và con mình.

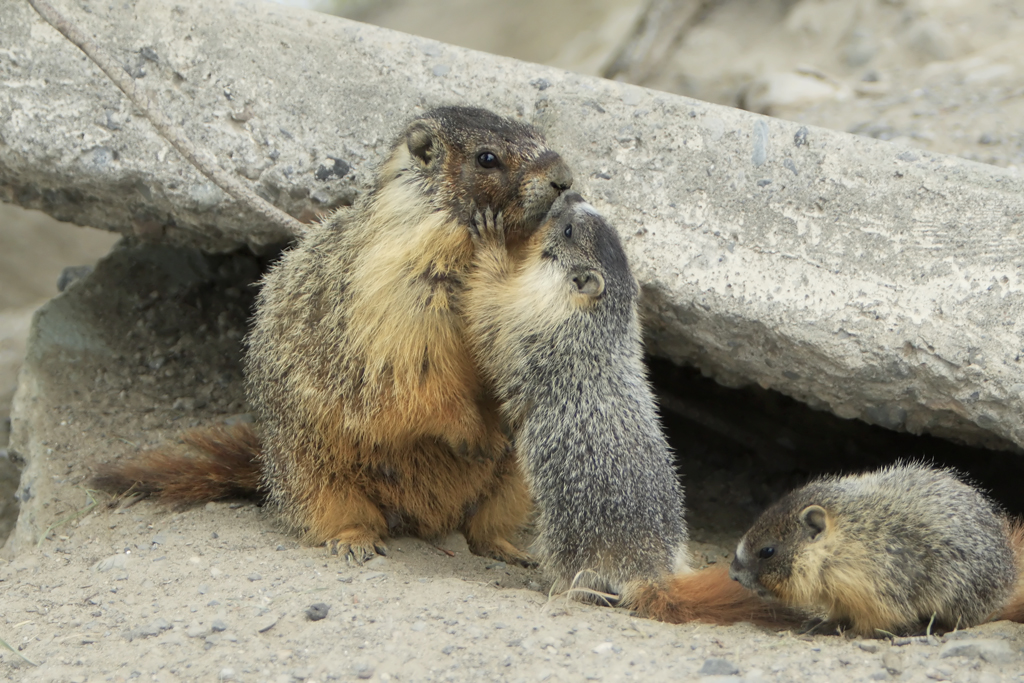
Một bà mẹ Marmot bụng vàng hôn con của mình.

Tình mẹ con hay tình mẫu tử là mối quan hệ giữa người mẹ và đứa con của mình. Thường liên quan đến quá trình mang thai và sinh nở, mối quan hệ này cũng có thể phát triển trong trường hợp đứa trẻ không có cùng dòng máu với người mẹ, như con nuôi.
Cả yếu tố thể chất và cảm xúc đều có ảnh hưởng đến quá trình gắn kết giữa mẹ và con. Trong tình trạng rối loạn lo âu chia ly, một đứa trẻ trở nên sợ hãi và lo lắng khi xa cách người thân yêu, thường là cha mẹ hay người thân khác. Những người mới làm mẹ không phải lúc nào cũng trải nghiệm được tình yêu ngay lập tức đối với đứa con của mình. Thay vào đó, tình cảm mẹ con sẽ hình thành và gia tăng theo thời gian và có thể cần đến hàng giờ, hàng ngày, hàng tuần hoặc đến hàng tháng để phát triển đầy đủ.

## Mang thai
Tình cảm mẹ con giữa người phụ nữ và đứa con ruột của mình thường bắt đầu phát triển trong thai kỳ. Phụ nữ mang thai thích nghi với lối sống để phù hợp với nhu cầu của đứa trẻ sơ sinh đang phát triển. Vào khoảng 18 đến 25 tuần, người mẹ bắt đầu cảm nhận được cử động thai nhi. Cũng như lần đầu tiên tận mắt thấy đứa con mình qua siêu âm, trải nghiệm này khiến người mẹ cảm thấy gắn bó hơn với đứa con.
Thai nhi đang phát triển cũng có nhận thức về nhịp tim và giọng nói của người mẹ và có khả năng đáp ứng lại bằng sự đụng chạm hay cử động. 
Các nhà nghiên cứu từ khoa Tâm lý học của Đại học Dundee (University of Dundee) đã sử dụng các video siêu âm 4 chiều để ghi lại phản ứng của thai nhi khi có sự đụng chạm vào bụng bầu của mẹ. Họ phát hiện ra rằng thai nhi vươn ra và chạm vào thành tử cung khi mẹ chúng mơn trớn bụng bầu. Điều này cho thấy sự gắn kết của người mẹ với thai nhi đang phát triển trong thai kỳ.
Ở tuần thai thứ 20, thai nhi đã có những phản ứng với âm thanh, âm nhạc và giọng nói của mẹ. Khi mẹ nghe hoặc hát những bài hát sẽ truyền đi một cảm giác êm dịu thư giãn qua nhau thai, tạo điều kiện cho sự gắn kết giữa mẹ và thai nhi.Thai nhi còn có thể phân biệt được giọng nói của mẹ so với những giọng nói khác, tạo nên mối liên kết tình cảm giữa mẹ và con. 
Tình mẹ con còn được thể hiện khi một phụ nữ mang bầu cảm thấy những cảm xúc tích cực, như cảm thấy được yêu thương, được âu yếm, cảm thấy lạc quan hoặc vui vẻ, điều đó ảnh hưởng đến thai nhi theo hướng tích cực. Khi mẹ có  những cảm xúc tiêu cực sẽ mang lại ảnh hưởng không tốt tới thai nhi.
Nghiên cứu của các nhà tâm lý học và phân tâm học đều cho rằng chất lượng mối quan hệ gắn bó sớm giữa mẹ và con trong thời kỳ mang thai có ảnh hưởng đến việc hình thành nhân cách của trẻ. Những xung đột tâm lý mà sản phụ gặp phải trong suốt thai kỳ là nguồn gốc của những rối nhiễu tâm lý xuất hiện sớm ở trẻ và có thể gây khó khăn trong giai đoạn dậy thì của trẻ.
Những bà mẹ không muốn mang thai thường không có mối quan hệ thân thiết với đứa trẻ. Họ có nhiều khả năng bị trầm cảm sau sinh hoặc các vấn đề sức khỏe tâm thần khác và ít có khả năng cho con bú.

## Sinh con
Quá trình sinh con là một trải nghiệm có thể củng cố tình cảm mẹ con. Những yếu tố như sinh nở khó khăn, biến cố thời thơ ấu của người mẹ, thiếu thốn y tế, không có sự ủng hộ và quan tâm của người bạn đời có thể làm giảm đi mối quan hệ này.
Vào thời điểm sinh con, trong mạch máu của người sản phụ cũng có một lượng hormone Oxytocin khá cao. Vì vậy sau khi thai nhi chào đời, người mẹ sẽ có mối liên hệ tình cảm đặc biệt với đứa con của mình.

## Oxytocin
Oxytocin là hormone hoạt động trên các cơ quan trong cơ thể (bao gồm vú và tử cung) và là chất truyền tin hóa học trong não, kiểm soát các khía cạnh quan trọng của hệ thống sinh sản, bao gồm sinh con và cho con bú.
Oxytocin đóng vai trò sản sinh ra cảm giác yêu thương, liên quan tới việc tạo cảm xúc nhận thức và gắn bó xã hội, và được cho là giữ một phần trong việc hình thành nên lòng tin giữa con người với nhau. Oxytocin là thứ khiến cho tình cảm mẹ-con có sức mạnh vô cùng to lớn, cho nên nó còn được gọi là "hoá chất âu yếm" và "hormone tình yêu".
Oxytocin được sản xuất trong khi sinh và cho con bú làm tăng hoạt động hệ thống thần kinh giao cảm. Do vậy về mặt lý thuyết có khả năng làm giảm sự lo lắng. Sự lan truyền oxytocin trong cơ thể người mẹ giúp gia tăng sự gắn kết và thể hiện hành vi gắn kết, mặc dù điều này đã từng bị tranh cãi.
Khi người mẹ chuyển dạ, Oxytocin làm tăng nhu động tử cung, gây ra các cơn co thắt trong cơ tử cung hoặc tử cung. Khi cổ tử cung và âm đạo bắt đầu mở rộng để chuyển dạ, Oxytocin được giải phóng. Sự mở rộng này tăng lên khi các cơn co thắt tiếp theo xảy ra.
Sau khi đứa trẻ được sinh ra, Oxytocin thúc đẩy sự tiết sữa bằng cách di chuyển sữa vào vú mẹ. Khi em bé thực hiện hành động bú, sự tiết Oxytocin làm cho sữa mẹ tiết ra. Đồng thời, Oxytocin được giải phóng vào não để kích thích sản xuất oxytocin hơn nữa. Khi trẻ ngừng bú, việc sản xuất hormone sẽ dừng lại cho đến lần bú tiếp theo.
Cho con bú cũng giúp thôi thúc mãnh liệt sự gắn kết, thông qua những cử chỉ va chạm, vuốt ve, phản ứng và ánh mắt nhìn vào nhau.

## Lo lắng xa cách mẹ con
Lo lắng xa cách là giai đoạn nhiều em bé trải qua, khi chúng muốn ở bên mẹ hoặc bố mọi lúc và tỏ ra lo lắng, buồn bã khi mẹ rời đi. Đây là một phần hoàn toàn bình thường trong quá trình phát triển của trẻ. Tình trạng này thường kết thúc khi trẻ khoảng 2 tuổi. Lúc này, trẻ mới biết đi và bắt đầu hiểu rằng cha mẹ vẫn ở gần trẻ cho dù chúng không nhìn thấy.
Từ khi sinh ra, trẻ dường như đã sẵn có mối liên hệ chặt chẽ với mẹ qua hơn 9 tháng nằm trong bụng mẹ. Việc bú mẹ ngay từ khi chào đời mang đến cho trẻ cảm giác về người đầu tiên khiến chúng cảm thấy an toàn là mẹ. Trẻ được coi là phát triển bình thường nếu như có biểu hiện lo lắng khi xa cách mẹ.  
Từ 4-7 tháng tuổi, trẻ phát triển ý thức về "sự tồn tại của một đối tượng" cụ thể là mẹ. Trẻ học được rằng khi chúng không thể nhìn thấy mẹ, điều đó có nghĩa là mẹ đã biến mất. Trẻ lúc này không hiểu khái niệm thời gian, vì vậy trẻ không biết mẹ sẽ quay lại và có thể buồn bã vì sự vắng mặt của mẹ. 
Lo lắng xa cách thường xảy ra trong suốt quá trình trẻ sơ sinh, trẻ tập đi và suốt quãng thời gian thơ ấu. Đối với trẻ dưới hai tuổi, những mốc thời gian có thể xuất hiện sự lo lắng xa cách gồm:
- 6 đến 7 tháng tuổi: Trẻ sơ sinh có được cảm giác về sự tồn tại của đối tượng (mẹ).
- 9 đến 10 tháng tuổi: Đây là khi trẻ bắt đầu có ý thức tốt hơn nhiều về thói quen hàng ngày của chúng. Lo lắng về sự tách biệt với mẹ có thể bùng phát trong khoảng thời gian này khi các em bé bắt đầu hiểu những gì đang xảy ra quanh mình.
- 13 đến 14 tháng tuổi: Trẻ có thể gặp khó khăn trong việc thể hiện cảm giác, điều này có thể dẫn đến lo lắng xa cách mẹ khiến trẻ buồn bã hoặc quấy khóc.